# Portugiesisches Blatt
Das Portugiesische Blatt ist ein fast ausgestorbenes Farbsystem von Spielkarten, das in einigen Städten in Sizilien und Japan noch existiert. Obwohl es nicht eigentlich portugiesischen Ursprungs ist, wurde es nach diesem Land benannt, da Portugal die letzte europäische Nation war, die es in großem Umfang verwendete.

## Gestaltung
Das Blatt ähnelt stark dem spanischen, da es lateinische Farben hat: Kelchen, Schwerter, Münzen und Stäbe. Dieses Farbsystem weist jedoch gerade Schwerter und knubbelige Keulen als Stäbe wie die spanischen Farben auf, aber sie überkreuzen sich wie bei den norditalienischen Farben. Die Asse zeigten Drachen, und die Buben waren alle eindeutig weiblich. Auch die Anordnung der Kelchen und Münzen unterscheidet sich geringfügig:
- Die 6 hat zwei horizontale Reihen mit je drei Farbenzeichen (die in Japan zu diagonalen Reihen wurden, um auf kleinere Karten zu passen).
- Die 7 hat die gleiche Anordnung wie die vorherige, jedoch mit einem zusätzlichen Farbenzeichen in der Mitte.
- Die 8 hat die gleiche Anordnung wie die nächste, jedoch ohne das Farbenzeichen in der Mitte.
- Die 9 hat die Farbenzeichen in einem 3x3-Quadrat angeordnet.

| Farbe         |           |        |        |        |
| Deutsch       | Schwerter | Kelche | Münzen | Stäbe  |
| Englisch      | Swords    | Cups   | Coins  | Clubs  |
| Portugiesisch | Espadas   | Copas  | Ouros  | Paus   |
| Spanisch      | Espadas   | Copas  | Oros   | Bastos |

## Geschichte

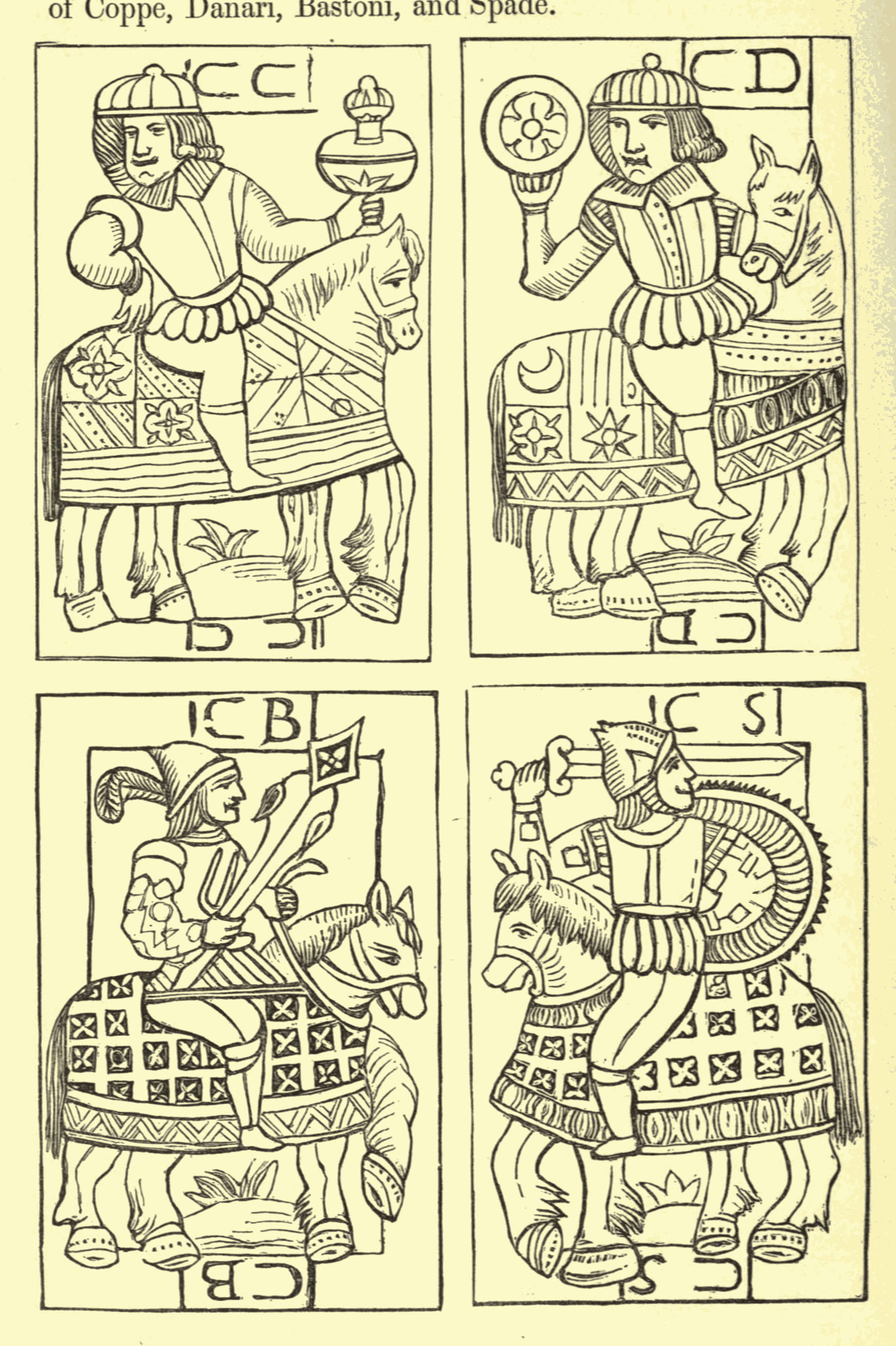
Reiter (Mittelstufe portugiesisches Bild, 1693)

Es wird angenommen, dass dieses System in Spanien als Exportmuster entstand. Die Spanier verbreiteten es nach Portugal, Süditalien, Malta, die Spanischen Niederlande, und bis nach Peru, es war aber in seinem Heimatland wahrscheinlich nie populär. Anstelle von la pinta verwendeten diese Decks Abkürzungen als Indizes am oberen und manchmal auch am unteren Rand der Karte. Ein Unterschied zwischen dem portugiesischen und dem „Italienisch-portugiesischen“ Bild bestand darin, dass den portugiesischen Decks die Zahlenkarten mit dem Rang 10 wie den spanischen Bild fehlten, während die „italienisch-portugiesischen“ Decks diese hatten.
1769 wurde in Lissabon der Real Fábrica de Cartas de Jogar eingerichtet, um Karten herzustellen. Sie nahmen mehrere grafische Veränderungen vor, z. B. Indizes zu beseitigen und die Könige wie ihre spanischen Gegenstücke stehen zu lassen. Zuvor saßen die Könige. Als die Inlandsproduktion um 1870 schloss, verlagerte sich die Herstellung ins Ausland, hauptsächlich nach Belgien und Deutschland, wo die Hersteller weitere Veränderungen einführten.
Sie wurden in Portugal bis zum späten 19. und frühen 20. Jahrhundert verwendet, aber ab 1800 zugunsten Karten des französischen Blatts langsam aufgegeben. Beliebte Spiele wie Arrenegada (portugiesisches L'Hombre), Bisca (portugiesisches Briscola) und Sueca, die mit dem lateinischen Blatt gespielt wurden, mussten an das neue französische Blatt angepasst werden. Also:
- Die alten Namen der Farben wurden den neuen Farben zugeschrieben. In Portugiesisch, Herz wird Copas („Kelcheb“), Pik wird Espadas („Schwerter“), Karo wird Ouros („Goldmünzen“), und Kreuz wird Paus („Keulen“ oder „Stäbe“).
- Die neue Bildkarten (König, Dame, Bube) mussten auch den alten (König, Ritter, Sota) entsprechen. Der König war offensichtlich kein Problem, aber die Dame wurde für die untere Bildkarte festgehalten, weil die alten portugiesischen Sotas weiblich waren, und so wurde es mit dem Buben abgestimmt. Der Sota wurde als Ritter (Kavalier) angesehen. In traditionellen portugiesischen Spielen rangieren die Karten also normalerweise König-Bube-Dame.

Beide oben erwähnten Konventionen werden auch in Malta praktiziert, wo einst das portugiesische Blatt verwendet wurde. Das Portugiesische Blatt verbreitete sich nach Brasilien und Java wo es auch zugunsten des französischen Blatts aufgegeben wurden. Die portugiesischen Karten begannen auch die Entwicklung von Karuta in Japan (Karuta stammt aus portugiesischem „Carta“), obwohl die meisten Decks wenig Ähnlichkeit mit ihrem Vorfahren haben. Der nächste Verwandter des portugiesischen Blatts ist das Tarocco Siciliano, der diese Merkmale abzüglich der Asse aufweist. Das ausgestorbene Minchiate Bild hat auch einige Merkmale des portugiesischen Blatts gemein.